# Giao lộ Hoedeok
Giao lộ Hoedeok (Tiếng Hàn: 회덕 분기점, 회덕JC), còn được gọi là Hoedeok JC, là điểm giao nhau giữa Đường cao tốc Gyeongbu, Đường cao tốc Seosan–Yeongdeok và Tuyến nhánh đường cao tốc Honam tại Sindae-dong, Daedeok-gu, Daejeon. Điểm cuối của Tuyến nhánh đường cao tốc Honam nằm cách giao lộ Hoedeok 50m theo hướng Daejeon.

## Lịch sử
- 30 tháng 12 năm 1970: Giao thông bắt đầu với việc thông xe đoạn Daejeon-Jeonju của Đường cao tốc Honam[1]
- 5 tháng 12 năm 1990: Do công tác cải tạo nút giao nên mặt đường được thay đổi cho đoạn đường dài 3,61 km từ Wa-dong, Dong-gu, Daejeon đến Sindae-dong và Jeonmin-dong, Yuseong-gu[2]
- 25 tháng 8 năm 2001: Đổi thành nút giao giữa Tuyến nhánh đường cao tốc Honam và Đường cao tốc Gyeongbu[3]

## Thông tin cấu trúc
- Địa điểm: Sindae-dong, Wa-dong, Daedeok-gu, Daejeon

## Kết nối các tuyến đường

### Hướng điBusan
- Đường cao tốc Gyeongbu (Số 31)

### Hướng điSeoul・Yeongdeok
- Đường cao tốc Gyeongbu (Số 31), Đường cao tốc Seosan–Yeongdeok (Không có số) (Đoạn đi trùng)

### Hướng điSeosan・Nonsan
- Đường cao tốc Seosan–Yeongdeok (Không có số), Tuyến nhánh đường cao tốc Honam (Số 8) (Đoạn đi trùng)